# Saratoga (Carolina del Nord)
Saratoga è una città degli Stati Uniti d'America situata nella Carolina del Nord, nella Contea di Wilson.